# Immortal Hounds
Immortal Hounds (不死の猟犬, Shinazu no ryōken) est un seinen manga de Ryō Yasohachi, prépublié dans le magazine Harta depuis 2013 et publié par l'éditeur Enterbrain en volumes reliés depuis juin 2014. La version française est éditée par Ki-oon depuis octobre 2016.

## Synopsis
L’immortalité est ce qui différencie l’homme de l’animal. Depuis cette évolution majeure, chaque être humain est capable de ressusciter en quelques secondes, en pleine possession de ses moyens et avec son apparence initiale, quelles que soient les blessures subies. Avec ça, une balle dans la tête suivie d’une résurrection est souvent le remède le plus expéditif pour guérir d’un simple rhume !
Mais cet état des choses est menacé par l’expansion d’un terrible fléau : le RDS, ou Resurrection Deficit Syndrom. Toute personne infectée perd à jamais sa capacité de régénération ! Il n’existe pas de vaccin, et les informations sur l’origine du mal sont rares… Tout ce qu’on sait, c’est que la transmission se fait par des vecteurs, des agents déjà mortels. Qui sont-ils ? D’où viennent-ils ? Mystère ! Ils ont l’apparence des humains, parlent comme des humains, et se fondent dans la masse…
L’ONU a décrété la guerre à ces porteurs de virus, et la police est autorisée à les éliminer à vue. L’inspecteur Kenzaki est un fervent chasseur de vecteurs. Et pour cause, sa petite sœur adorée est morte à cause de l’un d’eux… Mais face à lui se dresse une professionnelle du combat dotée de capacités physiques surhumaines et d’armes inconnues, qui apparaît à chaque fois qu’un vecteur est en danger. Sa mission : les exfiltrer et les aider à disparaître…

## Personnages
Commissariat de Tôsai: La base d'opérations de l'unité spéciale anti-vecteur.
•Shinichi Kensaki: Le chef de l'unité. Sa jeune sœur est morte à cause d'un vecteur. Il cherche à élucider le mystère du SDR.
•Masaki Wakabashi: Subordonné de Jensaki. Il sort avec Kyoko. Son frère est au lycée.
•Kozo Shigematsu: Bien qu'ayant plus d'ancienneté que Kensaki, il est sous les ordres de ce dernier. La mort de sa fille Marie reste un mystère.
•Kyoko Ikegami: Elle travaille au secrétariat et sort avec Wakabayashi.
•Naomi Tamaru: Mariée et mère d'un enfant. Son époux est policier dans un autre commissariat.
•Takuro Kusonoki: Le chef de la division d'enquête. Il est de la même promotion que Shigematsu.

## Liste des volumes
| no | Japonais         | Japonais          | Français         | Français          |
| no | Date de sortie   | ISBN              | Date de sortie   | ISBN              |
| -- | ---------------- | ----------------- | ---------------- | ----------------- |
| 1  | 13 juin 2014     | 978-4-04-729720-3 | 13 octobre 2016  | 979-10-327-0035-8 |
| 2  | 14 février 2015  | 978-4-04-730245-7 | 26 janvier 2017  | 979-10-327-0059-4 |
| 3  | 12 août 2015     | 978-4-04-730613-4 | 27 avril 2017    | 979-10-327-0079-2 |
| 4  | 15 avril 2016    | 978-4-04-734130-2 | 17 août 2017     | 979-10-327-0097-6 |
| 5  | 15 novembre 2016 | 978-4-04-734379-5 | 23 novembre 2017 | 979-10-327-0152-2 |
| 6  | 15 juillet 2017  | 978-4-04-734621-5 | 31 mai 2018      | 979-10-327-0265-9 |

## Accueil critique
Pour le site spécialisé Actua BD, « le résultat de ce premier tome est plus que satisfaisant, grâce notamment à un récit et à une dynamique de l'intrigue très bien servis par une grande richesse visuelle et un charisme certain des protagonistes. Les fusillades à répétition n’empêchent pas l’expression d’une réelle qualité narrative qui monte en puissance au fil des pages ». Coyote magazine, qui souligne le « potentiel distractif d'un scénario bien troussé, où les drames humains côtoient les bras arrachés au fusil-mitrailleur », juge que « le final de ce premier tome échoue à convaincre, la faute à une mythologie (des ados tueuses) usée jusqu'à la corde ».